# Campeonato Mundial de Esquí Nórdico de 1930
El VII Campeonato Mundial de Esquí Nórdico se celebró en la localidad de Oslo (Noruega) entre el 27 de febrero y el 1 de marzo de 1930 bajo la organización de la Federación Internacional de Esquí (FIS) y la Federación Noruega de Esquí.

## Esquí de fondo
| Evento        | Oro                                  | Plata                                | Bronce                                  |
| ------------- | ------------------------------------ | ------------------------------------ | --------------------------------------- |
| 18 km (28.02) | Arne Rustadstuen · Noruega · 1:19:58 | Trygve Brodahl · Noruega · 1:20:24   | Tauno Lappalainen · Finlandia · 1:20:30 |
| 50 km (01.03) | Sven Utterström · Suecia · 3:53:14   | Arne Rustadstuen · Noruega · 3:54:07 | Adiel Paananen · Finlandia · 3:57:46    |

## Salto en esquí
| Evento                       | Oro                                    | Plata                                  | Bronce                              |
| ---------------------------- | -------------------------------------- | -------------------------------------- | ----------------------------------- |
| Trampolín individual (27.02) | Gunnar Andersen · Noruega · 224,4 pts. | Reidar Andersen · Noruega · 223,8 pts. | Sigmund Ruud · Noruega · 218,5 pts. |

## Combinada nórdica
| Evento             | Oro                                | Plata                          | Bronce                       |
| ------------------ | ---------------------------------- | ------------------------------ | ---------------------------- |
| Individual (27.02) | Hans Vinjarengen · Noruega · 446,0 | Leif Skagnæs · Noruega · 432,6 | Knut Lunde · Noruega · 428,8 |

## Medallero
| Núm. | País      | Oro | Plata | Bronce | Total |
| ---- | --------- | --- | ----- | ------ | ----- |
| 1    | Noruega   | 3   | 4     | 2      | 9     |
| 2    | Suecia    | 1   | 0     | 0      | 1     |
| 3    | Finlandia | 0   | 0     | 2      | 2     |
|      | TOTAL     | 4   | 4     | 4      | 12    |